# Absolute First Album
Absolute First Album은 대한민국의 음악 그룹 티아라의 첫 번째 정규 음반이다. 2009년 11월 27일 음원이 선공개된 후 12월 4일 오프라인에 발매되었다. 타이틀곡은 "Bo Peep Bo Peep"이며 후속곡은 "처음처럼"이다.

## 발매
Absolute First Album은 티아라의 첫 번째 정규 앨범으로, 데뷔 120일만에 발매하는 첫 앨범이다. 타이틀곡 "Bo Pepp Bo Peep"과 "처음처럼"을 비롯해 이전에 발매된 "좋은 사람", "거짓말" 등 6곡과 신곡 6곡을 포함해 총 14개 트랙으로 구성되어 있다.
앨범 발매 전, 소속사는 처음처럼과 Bo Peep Bo Peep을 선공개를 해서 둘 중에 어느 곡을 타이틀 곡으로 정할 지 결정하기로 했다. '처음처럼'이 53%의 지지를 받았으나 소속사는 티아라의 변신을 위해 'Bo Peep Bo Peep'을 타이틀 곡으로 하기로 결정했다.
한편, 타이틀곡 "Bo Pepp Bo Peep"은 당초 이정현이 부를 예정이었지만 중화권 활동 등의 이유로 고사했다.

## 트랙 리스트
| #             | 제목                    | 작사                     | 작곡                  | 편곡                  | 재생 시간 |
| ------------- | ----------------------- | ------------------------ | --------------------- | --------------------- | --------- |
| 1.            | 〈One & One〉           | 신사동 호랭이, 최규성    | 신사동 호랭이, 최규성 | 신사동 호랭이         | 2:36      |
| 2.            | 〈처음처럼〉            | 방시혁, PDOGG(랩)        | 방시혁                | 원더키드 (Wonderkid)  | 4:05      |
| 3.            | 〈Bo Peep Bo Peep〉     | 신사동 호랭이, 최규성    | 신사동 호랭이, 최규성 | 신사동 호랭이, 최규성 | 3:45      |
| 4.            | 〈Tic Tic Toc〉         | 안영민                   | 안영민                | DAVINA                | 3:19      |
| 5.            | 〈Bye Bye〉             | 남기상, 강전명, 태호(랩) | 남기상                | 남기상                | 3:34      |
| 6.            | 〈Apple Is A〉          | 안영민                   | 조영수                | 조영수                | 3:10      |
| 7.            | 〈Falling U〉           | 한상원                   | 한상원                | 윤영민                | 3:29      |
| 8.            | 〈너너너〉              | 김도훈, 김기범, 라이머   | 김도훈, 김기범        | 김도훈                | 3:40      |
| 9.            | 〈거짓말 (Dance Ver.)〉 | 안영민                   | 조영수                | 조영수                | 3:46      |
| 10.           | 〈TTL (Time To Love)〉  | 황성진, 라이머, 주석     | 김도훈                | 이상호                | 3:38      |
| 11.           | 〈거짓말 (Slow Ver.)〉  | 안영민, AMEN(랩)         | 조영수                | 조영수                | 3:58      |
| 12.           | 〈TTL Listen 2〉        | 라이머, 상추             | 김도훈, 라이머        | 김기완                | 3:32      |
| 13.           | 〈좋은사람〉            | K-Smith                  | 한성호                | 김재양                | 3:32      |
| 14.           | 〈놀아볼래?〉           | 안영민, Master Chang(랩) | 조영수, 김태현        | 조영수, 김태현        | 2:53      |
| 총 재생 시간: | 총 재생 시간:           | 총 재생 시간:            | 총 재생 시간:         | 총 재생 시간:         | 47:57     |

## 에피소드
- "Bo Peep Bo Peep"은 12월 12일에 있었던 《저작권 클린 콘서트》에서 누군가가 후렴을 따라부른 게 고스란히 반주에 섞이는 방송 사고가 발생하였다. 2PM의 준수가 마이크를 실수로 끄지 않고 부른 것이 같은 2PM 멤버들에 의해 폭로되었으며, 그는 티아라의 대기실에 찾아가 사과하였다.[2]
- 곡명이자 가사인 "Bo peep bo peep"은 원래대로라면 "보 핍"이라고 발음해야 하나, 노래의 특징을 살리기 위해 "뽀삐"로 발음했다. 덕분에 유한킴벌리는 자사의 화장지 브랜드인 뽀삐의 홍보 효과를 보았다고 티아라에 답례로 50팩의 화장지를 선물하였다. 티아라는 CF출연료로 산 라면 100개와 함께 받은 화장지를 전부 국제 구호단체인 JTS(Joint Together Society 조인트 투게더 소사이어티[*], 함께 사는 사회)에 기부하였다.[3][4]

## 뮤직 비디오
타이틀 곡인 'Bo Peep Bo Peep' 뮤직비디오는 15세 버전과 19세 이하 관람불가 버전의 두가지로 만들어졌다.
15세 버전
댄스 버전, 혹은 큐트 버전으로 불리며 방송허가가 난 버전이다.
19세 이하 관람불가 버전
섹시 버전으로 불리며, 배우 정지아의 파격 노출신으로 화제를 모았다. 뮤직비디오에서 정지아는 남자 배우를 유혹하는 캣걸로 나오며 여러 베드신을 보였다. 본 뮤직비디오는 정보통신에 관한 심의규정 제21조, 청소년보호법 제10조 및 동법시행령 제7조에 따라 방송통신심의위원회로부터 인터넷상의 뮤직비디오 청소년유해매체물로 판정 및 고시되었다. (이전에 MNET에서 청소년 보호법상 19세 이상 관람가로 결정된 바 있다.)

## 고양이 애교 춤
'Bo Peep Bo Peep'의 안무는 'Bo Peep Bo Peep Bo Peep Bo Peep...'하는 후렴구에서 나오는 양이을 주먹 쥐고 애교부리는 고양이 애교 춤, 또 그들이 사용한 고양이 장갑도 화제가 되었다. SBS 인기가요에서는 2PM 택연과 우영이 짐승돌에서 깜찍돌로 변신해 화제가 되기도 했으며 2PM 정규 1집 타이틀곡인 'Heartbeat'의 1위 앵콜 무대에서 택연이 'Bo Peep Bo Peep' 춤으로 시청자들이 폭소를 터트렸다.

## 성과
'Bo Peep Bo Peep' 공개 한 달 뒤, 티아라는 2010년 1월 1일 방송된 뮤직뱅크에서 데뷔 5개월만에 첫 1위를 하게 되었다. 이후 1월 3일부터 3주 동안 SBS 인기가요에서 뮤티즌송을 수상하면서 트리플 크라운을 달성하게 되었고, 1월 8일에는 또 다시 뮤직뱅크 K-Chart 1위를 차지하면서 2주 연속 1위라는 성과도 거두게 되었다.

## Apple Is A
6번 트랙인 'Apple Is A'는 티아라가 출연한 농협의 CF에 쓰였고, 애플송이라고 불렸던 곡이다. 뮤비에서는 막내 지연이 사과 공주로 나오고 은정, 보람, 효민, 소연, 큐리가 요정으로 나왔다.